# Andra omgången av Copa Libertadores 2012
Den andra omgången av Copa Libertadores 2012 spelas mellan den 7 februari och 19 april 2012.
De 32 lagen är uppdelade i åtta grupper om fyra lag vardera. De två bästa lagen ur respektive grupp kvalificerar sig till utslagsspelet av Copa Libertadores 2012. Sex lag var på förhand tvungna att kvalificera sig från första omgången av Copa Libertadores 2012 för att få spela i den andra omgången.

## Format
26 lag kvalificerade sig direkt till den andra omgången medan 6 lag var tvungna att spela en första omgång för att kvalificera sig för denna omgång. De totalt 32 lagen lottades in i 8 grupper med 4 lag i varje. Lottningen skedde den 25 november 2010 i Asunción, Paraguay.
Alla lag i varje grupp möter varandra två gånger, vilket innebär att varje lag spelas 6 matcher. Varje lag får 3 poäng för en vinst, 1 poäng för en oavgjord och 0 poäng för en förlust. Följande kriterier används för avgöra ett lika-läge:
1. Målskillnad
2. Gjorda mål
3. Bortamålsregeln
4. Lottning

De två bästa lagen i varje grupp går vidare till utslagsspelet och åttondelsfinalerna.

## Grupper

### Grupp 1
| Nr | Lag           | S | V | O | F | GM | IM | MS | P  |
| -- | ------------- | - | - | - | - | -- | -- | -- | -- |
| 1  | Santos        | 6 | 4 | 1 | 1 | 12 | 5  | +7 | 13 |
| 2  | Internacional | 6 | 2 | 2 | 2 | 10 | 6  | +4 | 8  |
| 3  | The Strongest | 6 | 2 | 1 | 3 | 5  | 11 | −6 | 7  |
| 4  | Juan Aurich   | 6 | 2 | 0 | 4 | 4  | 9  | −5 | 6  |

|                 | 9 februari 2012 | Internacional        | 2 – 0           | Juan Aurich | Estádio José Pinheiro Borda                                  |                                                              |
| 20:00 UTC−02:00 | 20:00 UTC−02:00 | Oscar 23′ Dátolo 89′ | (1 – 0) Rapport |             | Porto Alegre Publik: 28 968 Domare: Líber Prudente (Uruguay) | Porto Alegre Publik: 28 968 Domare: Líber Prudente (Uruguay) |
|                 |                 |                      |                 |             |                                                              |                                                              |

|                 | 15 februari 2012 | The Strongest             | 2 – 1           | Santos      | Estadio Hernando Siles               |                                      |
| 17:55 UTC−04:00 | 17:55 UTC−04:00  | Cristaldo 33′ Ramallo 90′ | (1 – 1) Rapport | Henrique 9′ | La Paz Domare: Carlos Vera (Ecuador) | La Paz Domare: Carlos Vera (Ecuador) |
|                 |                  |                           |                 |             |                                      |                                      |

|                 | 23 februari 2012 | The Strongest            | 2 – 1           | Juan Aurich     | Estadio Hernando Siles                      |                                             |
| 20:45 UTC−04:00 | 20:45 UTC−04:00  | González 26′ Escobar 76′ | (1 – 1) Rapport | Vaca 23′ (sjm.) | La Paz Domare: Federico Beligoy (Argentina) | La Paz Domare: Federico Beligoy (Argentina) |
|                 |                  |                          |                 |                 |                                             |                                             |

|                 | 7 mars 2012     | Santos                    | 3 – 1           | Internacional      | Estádio Urbano Caldeira                             |                                                     |
| 19:45 UTC−03:00 | 19:45 UTC−03:00 | Neymar 18′ (str.) 53′ 64′ | (1 – 0) Rapport | Leandro Damião 63′ | Santos, São Paulo Domare: Evandro Roman (Brasilien) | Santos, São Paulo Domare: Evandro Roman (Brasilien) |
|                 |                 |                           |                 |                    |                                                     |                                                     |

|                 | 13 mars 2012    | Internacional                                   | 5 – 0           | The Strongest | Estádio José Pinheiro Borda                   |                                               |
| 22:00 UTC−03:00 | 22:00 UTC−03:00 | Dagoberto 3′ Leandro Damião 6′, 56′, 72′ Jô 80′ | (2 – 0) Rapport |               | Porto Alegre Domare: Antonio Arias (Paraguay) | Porto Alegre Domare: Antonio Arias (Paraguay) |
|                 |                 |                                                 |                 |               |                                               |                                               |

|                 | 15 mars 2012    | Juan Aurich | 1 – 3           | Santos               | Estadio Elías Aguirre                      |                                            |
| 17:45 UTC−05:00 | 17:45 UTC−05:00 | Tejada 14′  | (1 – 2) Rapport | Fucile 35′ Ganso 39′ | Chiclayo Domare: Roberto Silvera (Uruguay) | Chiclayo Domare: Roberto Silvera (Uruguay) |
|                 |                 |             |                 |                      |                                            |                                            |

|                 | 21 mars 2012    | The Strongest | 1 – 1           | Internacional | Estadio Hernando Siles              |                                     |
| 18:45 UTC−04:00 | 18:45 UTC−04:00 | Ramallo 46′   | (0 – 0) Rapport | Gilberto 88′  | La Paz Domare: Omar Ponce (Ecuador) | La Paz Domare: Omar Ponce (Ecuador) |
|                 |                 |               |                 |               |                                     |                                     |

|                 | 22 mars 2012    | Santos                     | 2 – 0           | Juan Aurich | Estádio do Pacaembu                            |                                                |
| 22:00 UTC−03:00 | 22:00 UTC−03:00 | Edu Dracena 15′ Neymar 58′ | (1 – 0) Rapport |             | São Paulo Domare: Patricio Loustau (Argentina) | São Paulo Domare: Patricio Loustau (Argentina) |
|                 |                 |                            |                 |             |                                                |                                                |

|                 | 4 april 2012    | Internacional | 1 – 1           | Santos          | Estádio José Pinheiro Borda                   |                                               |
| 21:50 UTC−03:00 | 21:50 UTC−03:00 | Nei 8′        | (1 – 0) Rapport | Alan Kardec 64′ | Porto Alegre Domare: Sandro Ricci (Brasilien) | Porto Alegre Domare: Sandro Ricci (Brasilien) |
|                 |                 |               |                 |                 |                                               |                                               |

|                 | 5 april 2012    | Juan Aurich | 1 – 0           | The Strongest | Estadio Elías Aguirre                       |                                             |
| 20:30 UTC−05:00 | 20:30 UTC−05:00 | Aráujo 20′  | (1 – 0) Rapport |               | Chiclayo Domare: Alfredo Intriago (Ecuador) | Chiclayo Domare: Alfredo Intriago (Ecuador) |
|                 |                 |             |                 |               |                                             |                                             |

|                 | 19 april 2012   | Juan Aurich | 1 – 0           | Internacional | Estadio Elías Aguirre                         |                                               |
| 17:45 UTC−05:00 | 17:45 UTC−05:00 | Tejada 14′  | (1 – 0) Rapport |               | Chiclayo Domare: Marlon Escalante (Venezuela) | Chiclayo Domare: Marlon Escalante (Venezuela) |
|                 |                 |             |                 |               |                                               |                                               |

|                 | 19 april 2012   | Santos                     | 2 – 0           | The Strongest | Estádio Urbano Caldeira                             |                                                     |
| 19:45 UTC−03:00 | 19:45 UTC−03:00 | Alan Kardec 85′ Neymar 87′ | (0 – 0) Rapport |               | Santos, São Paulo Domare: Julio Quintana (Paraguay) | Santos, São Paulo Domare: Julio Quintana (Paraguay) |
|                 |                 |                            |                 |               |                                                     |                                                     |

### Grupp 2
| Nr | Lag      | S | V | O | F | GM | IM | MS | P  |
| -- | -------- | - | - | - | - | -- | -- | -- | -- |
| 1  | Lanús    | 6 | 3 | 1 | 2 | 11 | 6  | +5 | 10 |
| 2  | Emelec   | 6 | 3 | 0 | 3 | 7  | 8  | −1 | 9  |
| 3  | Flamengo | 6 | 2 | 2 | 2 | 12 | 10 | +2 | 8  |
| 4  | Olimpia  | 6 | 2 | 1 | 3 | 10 | 16 | −6 | 7  |

|                 | 9 februari 2012 | Emelec              | 1 – 0           | Olimpia | Estadio George Capwell                     |                                            |
| 21:30 UTC−05:00 | 21:30 UTC−05:00 | Figueroa 50′ (str.) | (0 – 0) Rapport |         | Guayaquil Domare: Wilmar Roldán (Colombia) | Guayaquil Domare: Wilmar Roldán (Colombia) |
|                 |                 |                     |                 |         |                                            |                                            |

|                 | 15 februari 2012 | Lanús        | 1 – 1           | Flamengo      | Estadio Ciudad de Lanús                                |                                                        |
| 21:00 UTC−03:00 | 21:00 UTC−03:00  | Carranza 74′ | (0 – 1) Rapport | Léo Moura 45′ | Lanús Publik: 20.000 Domare: Roberto Silvera (Uruguay) | Lanús Publik: 20.000 Domare: Roberto Silvera (Uruguay) |
|                 |                  |              |                 |               |                                                        |                                                        |

|                 | 23 februari 2012 | Olimpia                  | 2 – 1           | Lanús      | Estadio Dr. Nicolás Léoz                 |                                          |
| 19:30 UTC−03:00 | 19:30 UTC−03:00  | Marín 24′ Biancucchi 79′ | (1 – 0) Rapport | Araujo 71′ | Asunción Domare: Darío Ubriaco (Uruguay) | Asunción Domare: Darío Ubriaco (Uruguay) |
|                 |                  |                          |                 |            |                                          |                                          |

|                 | 8 mars 2012     | Flamengo        | 1 – 0           | Emelec | Estádio Olímpico João Havelange (Engenhão)     |                                                |
| 19:30 UTC−03:00 | 19:30 UTC−03:00 | Vágner Love 48′ | (0 – 0) Rapport |        | Rio de Janeiro Domare: Darío Ubriaco (Uruguay) | Rio de Janeiro Domare: Darío Ubriaco (Uruguay) |
|                 |                 |                 |                 |        |                                                |                                                |

|                 | 13 mars 2012    | Lanús      | 1 – 0           | Emelec | Estadio Ciudad de Lanús                   |                                           |
| 19:45 UTC−03:00 | 19:45 UTC−03:00 | Pavone 71′ | (0 – 0) Rapport |        | Lanús Domare: Víctor Hugo Carrillo (Peru) | Lanús Domare: Víctor Hugo Carrillo (Peru) |
|                 |                 |            |                 |        |                                           |                                           |

|                 | 15 mars 2012    | Flamengo                                         | 3 – 3           | Olimpia                              | Estádio Olímpico João Havelange (Engenhão)                     |                                                                |
| 22:00 UTC−03:00 | 22:00 UTC−03:00 | Bottinelli 37′ Ronaldinho 58′ (str.) Antonio 63′ | (1 – 0) Rapport | Zeballos 76′ Caballero 84′ Marín 88′ | Rio de Janeiro Publik: 30 755 Domare: José Buitrago (Colombia) | Rio de Janeiro Publik: 30 755 Domare: José Buitrago (Colombia) |
|                 |                 |                                                  |                 |                                      |                                                                |                                                                |

|                 | 20 mars 2012    | Emelec | 0 – 2           | Lanús                   | Estadio George Capwell                  |                                         |
| 18:15 UTC−05:00 | 18:15 UTC−05:00 |        | (0 – 1) Rapport | Regueiro 5′, 87′ (str.) | Guayaquil Domare: Enrique Osses (Chile) | Guayaquil Domare: Enrique Osses (Chile) |
|                 |                 |        |                 |                         |                                         |                                         |

|                 | 28 mars 2012    | Olimpia                            | 3 – 2           | Flamengo               | Estadio Defensores del Chaco           |                                        |
| 22:00 UTC−03:00 | 22:00 UTC−03:00 | Orteman 6′ Zeballos 52′ Aranda 70′ | (1 – 0) Rapport | Love 48′ Botinelli 77′ | Asunción Domare: Enrique Osses (Chile) | Asunción Domare: Enrique Osses (Chile) |
|                 |                 |                                    |                 |                        |                                        |                                        |

|                 | 3 april 2012    | Lanús                                                             | 6 – 0           | Olimpia | Estadio Ciudad de Lanús                 |                                         |
| 19:45 UTC−03:00 | 19:45 UTC−03:00 | Pavone 13′, 54′ Camoranesi 29′ Regueiro 70′ Valeri 77′ Romero 84′ | (2 – 0) Rapport |         | Lanús Domare: Víctor Hugo Rivera (Peru) | Lanús Domare: Víctor Hugo Rivera (Peru) |
|                 |                 |                                                                   |                 |         |                                         |                                         |

|                 | 4 april 2012    | Emelec                              | 3 – 2           | Flamengo                   | Estadio George Capwell                     |                                            |
| 19:50 UTC−05:00 | 19:50 UTC−05:00 | Figueroa 33′, 82′ Gaibor 90′ (str.) | (1 – 2) Rapport | Bagüí 8′ (sjm.) Deivid 42′ | Guayaquil Domare: Martín Vázquez (Uruguay) | Guayaquil Domare: Martín Vázquez (Uruguay) |
|                 |                 |                                     |                 |                            |                                            |                                            |

|                 | 12 april 2012   | Flamengo                                 | 3 – 0           | Lanús | Estádio Olímpico João Havelange                 |                                                 |
| 19:30 UTC−03:00 | 19:30 UTC−03:00 | Welinton 17′ Deivid 41′ Luiz Antônio 49′ | (2 – 0) Rapport |       | Rio de Janeiro Domare: Wilmar Roldán (Colombia) | Rio de Janeiro Domare: Wilmar Roldán (Colombia) |
|                 |                 |                                          |                 |       |                                                 |                                                 |

|                 | 12 april 2012   | Olimpia                        | 2 – 3           | Emelec                                  | Estadio Defensores del Chaco               |                                            |
| 18:30 UTC−04:00 | 18:30 UTC−04:00 | Castorino 45+1′ Zeballos 90+1′ | (1 – 0) Rapport | Mondaini 66′ Mena 87′ J. Quiñónez 90+2′ | Asunción Domare: Roberto Silvera (Uruguay) | Asunción Domare: Roberto Silvera (Uruguay) |
|                 |                 |                                |                 |                                         |                                            |                                            |

### Grupp 3
| Nr | Lag                  | S | V | O | F | GM | IM | MS | P  |
| -- | -------------------- | - | - | - | - | -- | -- | -- | -- |
| 1  | Unión Española       | 6 | 3 | 1 | 2 | 10 | 7  | +3 | 10 |
| 2  | Bolívar              | 6 | 3 | 1 | 2 | 9  | 7  | +2 | 10 |
| 3  | Junior               | 6 | 2 | 1 | 3 | 8  | 8  | 0  | 7  |
| 4  | Universidad Católica | 6 | 1 | 3 | 2 | 6  | 11 | −5 | 6  |

|                 | 8 februari 2012 | Unión Española             | 2 – 0           | Junior | Estadio Santa Laura-Universidad SEK        |                                            |
| 18:45 UTC−03:00 | 18:45 UTC−03:00 | E. Herrera 64′ Cordero 65′ | (0 – 0) Rapport |        | Santiago Domare: Julio Quintana (Paraguay) | Santiago Domare: Julio Quintana (Paraguay) |
|                 |                 |                            |                 |        |                                            |                                            |

|                 | 9 februari 2012 | Universidad Católica | 1 – 1           | Bolívar      | Estadio San Carlos de Apoquindo               |                                               |
| 21:15 UTC−03:00 | 21:15 UTC−03:00 | Ovelar 43′           | (1 – 1) Rapport | Ferreira 37′ | Santiago Domare: Patricio Loustau (Argentina) | Santiago Domare: Patricio Loustau (Argentina) |
|                 |                 |                      |                 |              |                                               |                                               |

|                 | 21 februari 2012 | Bolívar      | 1 – 3           | Unión Española                     | Estadio Hernando Siles                    |                                           |
| 20:30 UTC−04:00 | 20:30 UTC−04:00  | Rodríguez 1′ | (1 – 0) Rapport | Díaz 62′ E. Herrera 66′ Pineda 84′ | La Paz Domare: Enrique Cáceres (Paraguay) | La Paz Domare: Enrique Cáceres (Paraguay) |
|                 |                  |              |                 |                                    |                                           |                                           |

|                 | 23 februari 2012 | Universidad Católica | 2 – 2           | Junior                     | Estadio San Carlos de Apoquindo           |                                           |
| 21:45 UTC−03:00 | 21:45 UTC−03:00  | Gutiérrez 19′, 26′   | (2 – 0) Rapport | Hernández 52′ Quiñones 60′ | Santiago Domare: Pablo Lunati (Argentina) | Santiago Domare: Pablo Lunati (Argentina) |
|                 |                  |                      |                 |                            |                                           |                                           |

|                 | 6 mars 2012     | Unión Española | 1 – 1           | Universidad Católica | Estadio Santa Laura-Universidad SEK   |                                       |
| 21:45 UTC−03:00 | 21:45 UTC−03:00 | E. Herrera 45′ | (1 – 1) Rapport | Andía 38′            | Santiago Domare: Claudio Puga (Chile) | Santiago Domare: Claudio Puga (Chile) |
|                 |                 |                |                 |                      |                                       |                                       |

|                 | 8 mars 2012     | Junior | 0 – 1           | Bolívar      | Estadio Metropolitano Roberto Meléndez     |                                            |
| 22:00 UTC−05:00 | 22:00 UTC−05:00 |        | (0 – 0) Rapport | Ferreira 80′ | Barranquilla Domare: Juan Soto (Venezuela) | Barranquilla Domare: Juan Soto (Venezuela) |
|                 |                 |        |                 |              |                                            |                                            |

|                 | 20 mars 2012    | Bolívar                | 2 – 1           | Junior   | Estadio Hernando Siles              |                                     |
| 21:30 UTC−04:00 | 21:30 UTC−04:00 | Álvarez 32′ Campos 40′ | (2 – 0) Rapport | Ruiz 69′ | La Paz Domare: Víctor Rivera (Peru) | La Paz Domare: Víctor Rivera (Peru) |
|                 |                 |                        |                 |          |                                     |                                     |

|                 | 28 mars 2012    | Universidad Católica | 2 – 1           | Unión Española | Estadio San Carlos de Apoquindo         |                                         |
| 22:00 UTC−03:00 | 22:00 UTC−03:00 | Olevar 7′ Gazale 87′ | (1 – 0) Rapport | Villagra 85′   | Santiago Domare: Patricio Polic (Chile) | Santiago Domare: Patricio Polic (Chile) |
|                 |                 |                      |                 |                |                                         |                                         |

|                 | 5 april 2012    | Junior                           | 3 – 0           | Universidad Católica | Estadio Metropolitano Roberto Meléndez          |                                                 |
| 20:30 UTC−05:00 | 20:30 UTC−05:00 | Vélez 45′ Páez 85′ Hernández 90′ | (1 – 0) Rapport |                      | Barranquilla Domare: Paulo Oliveira (Brasilien) | Barranquilla Domare: Paulo Oliveira (Brasilien) |
|                 |                 |                                  |                 |                      |                                                 |                                                 |

|                 | 10 april 2012   | Unión Española          | 2 – 1           | Bolívar     | Estadio Santa Laura-Universidad SEK      |                                          |
| 20:45 UTC−03:00 | 20:45 UTC−03:00 | Leal 17′ E. Herrera 66′ | (1 – 0) Rapport | Cantero 82′ | Santiago Domare: Heber Lopes (Brasilien) | Santiago Domare: Heber Lopes (Brasilien) |
|                 |                 |                         |                 |             |                                          |                                          |

|                 | 17 april 2012   | Junior                | 2 – 1           | Unión Española | Estadio Metropolitano Roberto Meléndez            |                                                   |
| 20:30 UTC−05:00 | 20:30 UTC−05:00 | Cárdenas 22′ Páez 34′ | (2 – 1) Rapport | Vecchio 12′    | Barranquilla Domare: Federico Beligoy (Argentina) | Barranquilla Domare: Federico Beligoy (Argentina) |
|                 |                 |                       |                 |                |                                                   |                                                   |

|                 | 17 april 2012   | Bolívar                          | 3 – 0           | Universidad Católica | Estadio Hernando Siles               |                                      |
| 21:30 UTC−04:00 | 21:30 UTC−04:00 | Frontini 1′ Flores 27′ Lizio 48′ | (2 – 0) Rapport |                      | La Paz Domare: Carlos Vera (Ecuador) | La Paz Domare: Carlos Vera (Ecuador) |
|                 |                 |                                  |                 |                      |                                      |                                      |

### Grupp 4
| Nr | Lag          | S | V | O | F | GM | IM | MS | P  |
| -- | ------------ | - | - | - | - | -- | -- | -- | -- |
| 1  | Fluminense   | 6 | 5 | 0 | 1 | 7  | 4  | +3 | 15 |
| 2  | Boca Juniors | 6 | 4 | 1 | 1 | 9  | 3  | +6 | 13 |
| 3  | Arsenal      | 6 | 2 | 0 | 4 | 6  | 7  | −1 | 6  |
| 4  | Zamora       | 6 | 0 | 1 | 5 | 0  | 8  | −8 | 1  |

|                 | 7 februari 2012 | Fluminense | 1 – 0           | Arsenal | Estádio Olímpico João Havelange (Engenhão)                     |                                                                |
| 22:00 UTC−02:00 | 22:00 UTC−02:00 | Fred 2′    | (1 – 0) Rapport |         | Rio de Janeiro Publik: 28.928 Domare: Antonio Arias (Paraguay) | Rio de Janeiro Publik: 28.928 Domare: Antonio Arias (Paraguay) |
|                 |                 |            |                 |         |                                                                |                                                                |

|                 | 14 februari 2012 | Zamora | 0 – 0   | Boca Juniors | Estadio Agustín Tovar                    |                                          |
| 19:45 UTC−04:30 | 19:45 UTC−04:30  |        | Rapport |              | Barinas Domare: José Buitrago (Colombia) | Barinas Domare: José Buitrago (Colombia) |
|                 |                  |        |         |              |                                          |                                          |

|                 | 21 februari 2012 | Arsenal                               | 3 – 0           | Zamora | Estadio Julio Humberto Grondona       |                                       |
| 21:30 UTC−03:00 | 21:30 UTC−03:00  | Ortíz 1′ Carbonero 15′ Leguizamón 43′ | (3 – 0) Rapport |        | Sarandí Domare: Enrique Osses (Chile) | Sarandí Domare: Enrique Osses (Chile) |
|                 |                  |                                       |                 |        |                                       |                                       |

|                 | 7 mars 2012     | Boca Juniors | 1 – 2           | Fluminense       | Estadio Alberto J. Armando (La Bombonera)       |                                                 |
| 22:00 UTC−03:00 | 22:00 UTC−03:00 | Somoza 46′   | (0 – 1) Rapport | Fred 9′ Deco 54′ | Buenos Aires Domare: Carlos Amarilla (Paraguay) | Buenos Aires Domare: Carlos Amarilla (Paraguay) |
|                 |                 |              |                 |                  |                                                 |                                                 |

|                 | 14 mars 2012    | Arsenal       | 1 – 2           | Boca Juniors           | Estadio Julio Humberto Grondona          |                                          |
| 19:45 UTC−03:00 | 19:45 UTC−03:00 | Rodríguez 10′ | (1 – 1) Rapport | Mouche 29′ Ledesma 68′ | Sarandí Domare: Pablo Lunati (Argentina) | Sarandí Domare: Pablo Lunati (Argentina) |
|                 |                 |               |                 |                        |                                          |                                          |

|                 | 14 mars 2012    | Fluminense   | 1 – 0           | Zamora | Estádio Olímpico João Havelange (Engenhão)    |                                               |
| 19:45 UTC−03:00 | 19:45 UTC−03:00 | Anderson 58′ | (0 – 0) Rapport |        | Rio de Janeiro Domare: Patricio Polic (Chile) | Rio de Janeiro Domare: Patricio Polic (Chile) |
|                 |                 |              |                 |        |                                               |                                               |

|                 | 29 mars 2012    | Boca Juniors         | 2 – 0           | Arsenal | Estadio Alberto J. Armando (La Bombonera)         |                                                   |
| 19:45 UTC−03:00 | 19:45 UTC−03:00 | Ledesma 50′ Miño 90′ | (0 – 0) Rapport |         | Buenos Aires Domare: Patricio Loustau (Argentina) | Buenos Aires Domare: Patricio Loustau (Argentina) |
|                 |                 |                      |                 |         |                                                   |                                                   |

|                 | 29 mars 2012    | Zamora | 0 – 1           | Fluminense | Estadio Agustín Tovar                 |                                       |
| 20:30 UTC−04:30 | 20:30 UTC−04:30 |        | (0 – 0) Rapport | Sobis 78′  | Barinas Domare: Carlos Vera (Ecuador) | Barinas Domare: Carlos Vera (Ecuador) |
|                 |                 |        |                 |            |                                       |                                       |

|                 | 10 april 2012   | Zamora | 0 – 1           | Arsenal          | Estadio Agustín Tovar                     |                                           |
| 19:15 UTC−04:30 | 19:15 UTC−04:30 |        | (0 – 1) Rapport | Caffa 29′ (str.) | Barinas Domare: Julio Quintana (Paraguay) | Barinas Domare: Julio Quintana (Paraguay) |
|                 |                 |        |                 |                  |                                           |                                           |

|                 | 11 april 2012   | Fluminense | 0 – 2           | Boca Juniors           | Estádio Olímpico João Havelange (Engenhão)     |                                                |
| 22:00 UTC−03:00 | 22:00 UTC−03:00 |            | (0 – 1) Rapport | Cvitanich 33′ Miño 74′ | Rio de Janeiro Domare: Darío Ubriaco (Uruguay) | Rio de Janeiro Domare: Darío Ubriaco (Uruguay) |
|                 |                 |            |                 |                        |                                                |                                                |

|                 | 18 april 2012   | Arsenal        | 1 – 2           | Fluminense                       | Estadio Julio Humberto Grondona           |                                           |
| 19:30 UTC−03:00 | 19:30 UTC−03:00 | N. Aguirre 80′ | (0 – 1) Rapport | Carlinhos 34′ Rafael Moura 90+2′ | Sarandí Domare: Roberto Silvera (Uruguay) | Sarandí Domare: Roberto Silvera (Uruguay) |
|                 |                 |                |                 |                                  |                                           |                                           |

|                 | 18 april 2012   | Boca Juniors            | 2 – 0           | Zamora | Estadio Alberto J. Armando (La Bombonera)  |                                            |
| 19:30 UTC−03:00 | 19:30 UTC−03:00 | Blandi 67′ Riquelme 74′ | (0 – 0) Rapport |        | Buenos Aires Domare: Raúl Orozco (Bolivia) | Buenos Aires Domare: Raúl Orozco (Bolivia) |
|                 |                 |                         |                 |        |                                            |                                            |

### Grupp 5
| Nr | Lag           | S | V | O | F | GM | IM | MS | P  |
| -- | ------------- | - | - | - | - | -- | -- | -- | -- |
| 1  | Libertad      | 6 | 4 | 1 | 1 | 11 | 7  | +4 | 13 |
| 2  | Vasco da Gama | 6 | 4 | 1 | 1 | 10 | 6  | +4 | 13 |
| 3  | Nacional      | 6 | 2 | 0 | 4 | 5  | 7  | −2 | 6  |
| 4  | Alianza Lima  | 6 | 1 | 0 | 5 | 6  | 12 | −6 | 3  |

|                 | 8 februari 2012 | Vasco da Gama  | 1 – 2           | Nacional                    | Estádio São Januário                                           |                                                                |
| 22:00 UTC−02:00 | 22:00 UTC−02:00 | Alecsandro 73′ | (0 – 1) Rapport | Dedé 30′ (sjm.) Sánchez 46′ | Rio de Janeiro Publik: 16.838 Domare: José Buitrago (Colombia) | Rio de Janeiro Publik: 16.838 Domare: José Buitrago (Colombia) |
|                 |                 |                |                 |                             |                                                                |                                                                |

|                 | 9 februari 2012 | Libertad                                                      | 4 – 1           | Alianza Lima | Estadio Dr. Nicolás Léoz                  |                                           |
| 21:25 UTC−03:00 | 21:25 UTC−03:00 | Civelli 46′ Aquino 66′ (str.) Caballero 78′ Ibáñez 90′ (sjm.) | (0 – 1) Rapport | Arroe 27′    | Asunción Domare: Martín Vázquez (Uruguay) | Asunción Domare: Martín Vázquez (Uruguay) |
|                 |                 |                                                               |                 |              |                                           |                                           |

|                 | 16 februari 2012 | Nacional    | 1 – 2           | Libertad                  | Estadio Gran Parque Central                 |                                             |
| 20:15 UTC−02:00 | 20:15 UTC−02:00  | Aguirre 23′ | (1 – 0) Rapport | Samudio 58′ Caballero 63′ | Montevideo Domare: Saúl Laverni (Argentina) | Montevideo Domare: Saúl Laverni (Argentina) |
|                 |                  |             |                 |                           |                                             |                                             |

|                 | 6 mars 2012     | Vasco da Gama                                             | 3 – 2           | Alianza Lima             | Estádio São Januário                          |                                               |
| 21:45 UTC−03:00 | 21:45 UTC−03:00 | Ramos 20′ (sjm.) Dedé 59′ Juninho Pernambucano 80′ (str.) | (1 – 1) Rapport | Charquero 17′ Ibáñez 85′ | Rio de Janeiro Domare: Diego Abal (Argentina) | Rio de Janeiro Domare: Diego Abal (Argentina) |
|                 |                 |                                                           |                 |                          |                                               |                                               |

|                 | 13 mars 2012    | Alianza Lima  | 1 – 0           | Nacional | Estadio Alejandro Villanueva          |                                       |
| 20:00 UTC−05:00 | 20:00 UTC−05:00 | Fernández 15′ | (1 – 0) Rapport |          | Lima Domare: Wilmar Roldán (Colombia) | Lima Domare: Wilmar Roldán (Colombia) |
|                 |                 |               |                 |          |                                       |                                       |

|                 | 14 mars 2012    | Libertad  | 1 – 1           | Vasco da Gama   | Estadio Dr. Nicolás Léoz               |                                        |
| 22:00 UTC−03:00 | 22:00 UTC−03:00 | Núñez 69′ | (0 – 1) Rapport | Diego Souza 16′ | Asunción Domare: Enrique Osses (Chile) | Asunción Domare: Enrique Osses (Chile) |
|                 |                 |           |                 |                 |                                        |                                        |

|                 | 21 mars 2012    | Vasco da Gama              | 2 – 0           | Libertad | Estádio São Januário                            |                                                 |
| 22:00 UTC−03:00 | 22:00 UTC−03:00 | Juninho 52′ Alecsandro 61′ | (0 – 0) Rapport |          | Rio de Janeiro Domare: Wilmar Roldán (Colombia) | Rio de Janeiro Domare: Wilmar Roldán (Colombia) |
|                 |                 |                            |                 |          |                                                 |                                                 |

|                 | 27 mars 2012    | Nacional   | 1 – 0           | Alianza Lima | Estadio Gran Parque Central                  |                                              |
| 19:15 UTC−03:00 | 19:15 UTC−03:00 | Viudez 69′ | (0 – 0) Rapport |              | Montevideo Domare: Néstor Pitana (Argentina) | Montevideo Domare: Néstor Pitana (Argentina) |
|                 |                 |            |                 |              |                                              |                                              |

|                 | 3 april 2012    | Alianza Lima | 1 – 2           | Vasco da Gama           | Estadio Alejandro Villanueva          |                                       |
| 20:00 UTC−05:00 | 20:00 UTC−05:00 | Curiel 76′   | (0 – 0) Rapport | Fellipe Bastos 17′, 70′ | Lima Domare: Saúl Laverni (Argentina) | Lima Domare: Saúl Laverni (Argentina) |
|                 |                 |              |                 |                         |                                       |                                       |

|                 | 5 april 2012    | Libertad                     | 2 – 1           | Nacional  | Estadio Dr. Nicolás Léoz              |                                       |
| 20:15 UTC−03:00 | 20:15 UTC−03:00 | Velázquez 65′ V. Cáceres 90′ | (0 – 1) Rapport | Viudez 9′ | Asunción Domare: Omar Ponce (Ecuador) | Asunción Domare: Omar Ponce (Ecuador) |
|                 |                 |                              |                 |           |                                       |                                       |

|                 | 12 april 2012   | Nacional | 1 – 0           | Vasco da Gama   | Estadio Gran Parque Central                 |                                             |
| 21:50 UTC−03:00 | 21:50 UTC−03:00 |          | (0 – 0) Rapport | Diego Souza 56′ | Montevideo Domare: Pablo Lunati (Argentina) | Montevideo Domare: Pablo Lunati (Argentina) |
|                 |                 |          |                 |                 |                                             |                                             |

|                 | 12 april 2012   | Alianza Lima | 1 – 2           | Libertad              | Estadio Alejandro Villanueva       |                                    |
| 19:50 UTC−05:00 | 19:50 UTC−05:00 | Hurtado 22′  | (1 – 0) Rapport | Camacho 53′ Núñez 74′ | Lima Domare: Juan Soto (Venezuela) | Lima Domare: Juan Soto (Venezuela) |
|                 |                 |              |                 |                       |                                    |                                    |

### Grupp 6
| Nr | Lag               | S | V | O | F | GM | IM | MS  | P  |
| -- | ----------------- | - | - | - | - | -- | -- | --- | -- |
| 1  | Corinthians       | 6 | 4 | 2 | 0 | 13 | 2  | +11 | 14 |
| 2  | Cruz Azul         | 6 | 3 | 2 | 1 | 11 | 4  | +7  | 11 |
| 3  | Nacional          | 6 | 1 | 1 | 4 | 6  | 13 | −7  | 4  |
| 4  | Deportivo Táchira | 6 | 0 | 3 | 3 | 4  | 15 | −11 | 3  |

|                 | 8 februari 2012 | Nacional   | 1 – 2           | Cruz Azul      | Estadio Dr. Nicolás Léoz                   |                                            |
| 18:45 UTC−03:00 | 18:45 UTC−03:00 | Bogado 20′ | (1 – 2) Rapport | Orozco 5′, 28′ | Asunción Domare: Néstor Pitana (Argentina) | Asunción Domare: Néstor Pitana (Argentina) |
|                 |                 |            |                 |                |                                            |                                            |

|                 | February 15, 2012 | Deportivo Táchira | 1 – 1           | Corinthians | Estadio Polideportivo de Pueblo Nuevo          |                                                |
| 19:30 UTC−04:30 | 19:30 UTC−04:30   | S. Herrera 21′    | (1 – 0) Rapport | Ralf 90+4′  | San Cristóbal Domare: Wilmar Roldán (Colombia) | San Cristóbal Domare: Wilmar Roldán (Colombia) |
|                 |                   |                   |                 |             |                                                |                                                |

|                 | 21 februari 2012 | Cruz Azul                                        | 4 – 0           | Deportivo Táchira | Estadio Azul                                |                                             |
| 20:45 UTC−06:00 | 20:45 UTC−06:00  | Cortés 18′ (str.) Perea 54′ Orozco 78′ Villa 81′ | (1 – 0) Rapport |                   | Mexico City Domare: Imer Machado (Colombia) | Mexico City Domare: Imer Machado (Colombia) |
|                 |                  |                                                  |                 |                   |                                             |                                             |

|                 | 7 mars 2012     | Corinthians                   | 2 – 0           | Nacional | Estádio do Pacaembu                     |                                         |
| 22:00 UTC−03:00 | 22:00 UTC−03:00 | Danilo 38′ Jorge Henrique 67′ | (1 – 0) Rapport |          | São Paulo Domare: Enrique Osses (Chile) | São Paulo Domare: Enrique Osses (Chile) |
|                 |                 |                               |                 |          |                                         |                                         |

|                 | 13 mars 2012    | Nacional                         | 3 – 2           | Deportivo Táchira            | Estadio Feliciano Cáceres                |                                          |
| 19:45 UTC−03:00 | 19:45 UTC−03:00 | Cano 50′ (str.), 72′ Torales 81′ | (0 – 1) Rapport | P. Fernández 30′ Chourio 79′ | Luque Domare: Alfredo Intriago (Ecuador) | Luque Domare: Alfredo Intriago (Ecuador) |
|                 |                 |                                  |                 |                              |                                          |                                          |

|                 | 14 mars 2012    | Cruz Azul | 0 – 0   | Corinthians | Estadio Azul                              |                                           |
| 19:00 UTC−06:00 | 19:00 UTC−06:00 |           | Rapport |             | Mexico City Domare: Carlos Vera (Ecuador) | Mexico City Domare: Carlos Vera (Ecuador) |
|                 |                 |           |         |             |                                           |                                           |

|                 | 21 mars 2012    | Corinthians | 1 – 0           | Cruz Azul | Estádio do Pacaembu                        |                                            |
| 22:00 UTC−03:00 | 22:00 UTC−03:00 | Danilo 35′  | (1 – 0) Rapport |           | São Paulo Domare: Martín Vázquez (Uruguay) | São Paulo Domare: Martín Vázquez (Uruguay) |
|                 |                 |             |                 |           |                                            |                                            |

|                 | 27 mars 2012    | Deportivo Táchira | 0 – 0   | Nacional | Estadio Polideportivo de Pueblo Nuevo       |                                             |
| 20:00 UTC−04:30 | 20:00 UTC−04:30 |                   | Rapport |          | San Cristóbal Domare: Raúl Orozco (Bolivia) | San Cristóbal Domare: Raúl Orozco (Bolivia) |
|                 |                 |                   |         |          |                                             |                                             |

|                 | 3 april 2012    | Deportivo Táchira | 1 – 1           | Cruz Azul   | Estadio Polideportivo de Pueblo Nuevo         |                                               |
| 20:30 UTC−04:30 | 20:30 UTC−04:30 | Parra 19′         | (1 – 0) Rapport | Giménez 83′ | San Cristóbal Domare: Darío Ubriaco (Uruguay) | San Cristóbal Domare: Darío Ubriaco (Uruguay) |
|                 |                 |                   |                 |             |                                               |                                               |

|                 | 11 april 2012   | Nacional    | 1 – 3           | Corinthians                                    | Estadio Defensores del Chaco                  |                                               |
| 21:00 UTC−04:00 | 21:00 UTC−04:00 | Peralta 70′ | (0 – 1) Rapport | Jorge Henrique 28′ Emerson Sheik 51′ Élton 71′ | Asunción Domare: Patricio Loustau (Argentina) | Asunción Domare: Patricio Loustau (Argentina) |
|                 |                 |             |                 |                                                |                                               |                                               |

|                 | 18 april 2012   | Corinthians                                                                          | 6 – 0           | Deportivo Táchira | Estádio do Pacaembu                      |                                          |
| 21:50 UTC−03:00 | 21:50 UTC−03:00 | Danilo 17′ Paulinho 26′ Jorge Henrique 62′ Emerson Sheik 70′ Liédson 72′ Douglas 83′ | (2 – 0) Rapport |                   | São Paulo Domare: Patricio Polic (Chile) | São Paulo Domare: Patricio Polic (Chile) |
|                 |                 |                                                                                      |                 |                   |                                          |                                          |

|                 | 18 april 2012   | Cruz Azul                                   | 4 – 1           | Nacional      | Estadio Azul                                    |                                                 |
| 19:50 UTC−05:00 | 19:50 UTC−05:00 | Orozco 20′ Maranhão 45′ Bravo 65′ Perea 80′ | (2 – 1) Rapport | Cristaldo 43′ | Mexico City Domare: Víctor Hugo Carrillo (Peru) | Mexico City Domare: Víctor Hugo Carrillo (Peru) |
|                 |                 |                                             |                 |               |                                                 |                                                 |

### Grupp 7
| Nr | Lag               | S | V | O | F | GM | IM | MS  | P  |
| -- | ----------------- | - | - | - | - | -- | -- | --- | -- |
| 1  | Vélez Sarsfield   | 6 | 4 | 0 | 2 | 10 | 6  | +4  | 12 |
| 2  | Deportivo Quito   | 6 | 3 | 1 | 2 | 11 | 4  | +7  | 10 |
| 3  | Defensor Sporting | 6 | 3 | 0 | 3 | 6  | 7  | −1  | 9  |
| 4  | Guadalajara       | 6 | 1 | 1 | 4 | 2  | 12 | −10 | 4  |

|                 | 7 februari 2012 | Defensor Sporting | 0 – 3           | Vélez Sarsfield                        | Estadio Luis Franzini                    |                                          |
| 19:45 UTC−02:00 | 19:45 UTC−02:00 |                   | (0 – 1) Rapport | D. Ramírez 41′ Obolo 81′ Domínguez 85′ | Montevideo Domare: Enrique Osses (Chile) | Montevideo Domare: Enrique Osses (Chile) |
|                 |                 |                   |                 |                                        |                                          |                                          |

|                 | 7 februari 2012 | Guadalajara    | 1 – 1           | Deportivo Quito | Estadio Omnilife                      |                                       |
| 20:15 UTC−06:00 | 20:15 UTC−06:00 | Arellano 90+2′ | (0 – 1) Rapport | Alustiza 7′     | Zapopan Domare: Juan Soto (Venezuela) | Zapopan Domare: Juan Soto (Venezuela) |
|                 |                 |                |                 |                 |                                       |                                       |

|                 | 14 februari 2012 | Defensor Sporting              | 2 – 0           | Deportivo Quito | Estadio Luis Franzini                      |                                            |
| 20:00 UTC−02:00 | 20:00 UTC−02:00  | Alemán 22′ (str.) Callorda 78′ | (1 – 0) Rapport |                 | Montevideo Domare: Heber Lopes (Brasilien) | Montevideo Domare: Heber Lopes (Brasilien) |
|                 |                  |                                |                 |                 |                                            |                                            |

|                 | 22 februari 2012 | Vélez Sarsfield          | 3 – 0           | Guadalajara | Estadio José Amalfitani                         |                                                 |
| 22:00 UTC−03:00 | 22:00 UTC−03:00  | Obolo 67′ Insúa 81′, 82′ | (0 – 0) Rapport |             | Buenos Aires Domare: Leandro Vuaden (Brasilien) | Buenos Aires Domare: Leandro Vuaden (Brasilien) |
|                 |                  |                          |                 |             |                                                 |                                                 |

|                 | 7 mars 2012     | Deportivo Quito                                 | 3 – 0           | Vélez Sarsfield | Estadio Olímpico Atahualpa             |                                        |
| 17:45 UTC−05:00 | 17:45 UTC−05:00 | Alustiza 45+3′ (str.) Martínez 47′ Saritama 70′ | (1 – 0) Rapport |                 | Quito Domare: José Buitrago (Colombia) | Quito Domare: José Buitrago (Colombia) |
|                 |                 |                                                 |                 |                 |                                        |                                        |

|                 | 13 mars 2012    | Guadalajara | 1 – 0           | Defensor Sporting | Estadio Omnilife                             |                                              |
| 21:15 UTC−06:00 | 21:15 UTC−06:00 | Fierro 10′  | (1 – 0) Rapport |                   | Zapopan Domare: Marlon Escalante (Venezuela) | Zapopan Domare: Marlon Escalante (Venezuela) |
|                 |                 |             |                 |                   |                                              |                                              |

|                 | 22 mars 2012    | Vélez Sarsfield | 1 – 0           | Deportivo Quito | Estadio José Amalfitani                        |                                                |
| 19:45 UTC−03:00 | 19:45 UTC−03:00 | Martínez 86′    | (0 – 0) Rapport |                 | Buenos Aires Domare: Wilson Seneme (Brasilien) | Buenos Aires Domare: Wilson Seneme (Brasilien) |
|                 |                 |                 |                 |                 |                                                |                                                |

|                 | 28 mars 2012    | Defensor Sporting | 1 – 0           | Guadalajara | Estadio Luis Franzini                         |                                               |
| 19:45 UTC−03:00 | 19:45 UTC−03:00 | Olivera 70′       | (0 – 0) Rapport |             | Montevideo Domare: Enrique Cáceres (Paraguay) | Montevideo Domare: Enrique Cáceres (Paraguay) |
|                 |                 |                   |                 |             |                                               |                                               |

|                 | 10 april 2012   | Deportivo Quito        | 2 – 0           | Defensor Sporting | Estadio Olímpico Atahualpa                    |                                               |
| 16:30 UTC−05:00 | 16:30 UTC−05:00 | Checa 36′ Bevacqua 63′ | (1 – 0) Rapport |                   | Quito Domare: Víctor Hugo Carrillo (Paraguay) | Quito Domare: Víctor Hugo Carrillo (Paraguay) |
|                 |                 |                        |                 |                   |                                               |                                               |

|                 | 11 april 2012   | Guadalajara | 0 – 2           | Vélez Sarsfield             | Estadio Omnilife                      |                                       |
| 17:45 UTC−05:00 | 17:45 UTC−05:00 |             | (0 – 0) Rapport | A. Fernández 69′ Pratto 89′ | Zapopan Domare: Henry Gambetta (Peru) | Zapopan Domare: Henry Gambetta (Peru) |
|                 |                 |             |                 |                             |                                       |                                       |

|                 | 17 april 2012   | Vélez Sársfield  | 1 – 3           | Defensor Sporting                      | Estadio José Amalfitani                       |                                               |
| 20:15 UTC−03:00 | 20:15 UTC−03:00 | Insúa 63′ (str.) | (0 – 2) Rapport | Olivera 6′ D. Rodríguez 37′ Britos 46′ | Buenos Aires Domare: Sandro Ricci (Brasilien) | Buenos Aires Domare: Sandro Ricci (Brasilien) |
|                 |                 |                  |                 |                                        |                                               |                                               |

|                 | 17 april 2012   | Deportivo Quito                             | 5 – 0           | Guadalajara | Estadio Olímpico Atahualpa             |                                        |
| 18:15 UTC−05:00 | 18:15 UTC−05:00 | Alustiza 17′, 27′, 70′, 86′ F. Martínez 64′ | (2 – 0) Rapport |             | Quito Domare: Wilmar Roldán (Colombia) | Quito Domare: Wilmar Roldán (Colombia) |
|                 |                 |                                             |                 |             |                                        |                                        |

### Grupp 8
| Nr | Lag           | S | V | O | F | GM | IM | MS | P  |
| -- | ------------- | - | - | - | - | -- | -- | -- | -- |
| 1  | Santos        | 6 | 4 | 1 | 1 | 12 | 5  | +7 | 13 |
| 2  | Internacional | 6 | 2 | 2 | 2 | 10 | 6  | +4 | 8  |
| 3  | The Strongest | 6 | 2 | 1 | 3 | 5  | 11 | −6 | 7  |
| 4  | Juan Aurich   | 6 | 2 | 0 | 4 | 4  | 9  | −5 | 6  |

|                 | 14 februari 2012 | Atlético Nacional      | 2 – 0           | Universidad de Chile | Estadio Atanasio Girardot                    |                                              |
| 21:30 UTC−05:00 | 21:30 UTC−05:00  | Valencia 27′ Pabón 80′ | (1 – 0) Rapport |                      | Medellín Domare: Víctor Hugo Carrillo (Peru) | Medellín Domare: Víctor Hugo Carrillo (Peru) |
|                 |                  |                        |                 |                      |                                              |                                              |

|                 | 16 februari 2012 | Godoy Cruz | 1 – 0           | Peñarol | Estadio Malvinas Argentinas           |                                       |
| 21:30 UTC−03:00 | 21:30 UTC−03:00  | Villar 51′ | (0 – 0) Rapport |         | Mendoza Domare: Raúl Orozco (Bolivia) | Mendoza Domare: Raúl Orozco (Bolivia) |
|                 |                  |            |                 |         |                                       |                                       |

|                 | 21 februari 2012 | Peñarol | 0 – 4           | Atlético Nacional              | Estadio Centenario                            |                                               |
| 20:15 UTC−02:00 | 20:15 UTC−02:00  |         | (0 – 1) Rapport | Córdoba 8′, 49′ Pabón 64′, 77′ | Montevideo Domare: Carlos Amarilla (Paraguay) | Montevideo Domare: Carlos Amarilla (Paraguay) |
|                 |                  |         |                 |                                |                                               |                                               |

|                 | 22 februari 2012 | Universidad de Chile                                 | 5 – 1           | Godoy Cruz | Estadio Santa Laura-Universidad SEK        |                                            |
| 19:45 UTC−03:00 | 19:45 UTC−03:00  | Fernandes 29′, 45′, 72′ Lorenzetti 34′ Henríquez 90′ | (3 – 0) Rapport | Sigali 53′ | Santiago Domare: Wilson Seneme (Brasilien) | Santiago Domare: Wilson Seneme (Brasilien) |
|                 |                  |                                                      |                 |            |                                            |                                            |

|                 | 6 mars 2012     | Peñarol     | 1 – 1           | Universidad de Chile | Estadio Centenario                      |                                         |
| 20:30 UTC−02:00 | 20:30 UTC−02:00 | Freitas 21′ | (1 – 1) Rapport | Fernandes 34′        | Montevideo Domare: Omar Ponce (Ecuador) | Montevideo Domare: Omar Ponce (Ecuador) |
|                 |                 |             |                 |                      |                                         |                                         |

|                 | 8 mars 2012     | Godoy Cruz                         | 4 – 4           | Atlético Nacional                             | Estadio Malvinas Argentinas                |                                            |
| 21:45 UTC−03:00 | 21:45 UTC−03:00 | Caruso 8′, 68′, 89′ R. Ramírez 33′ | (2 – 2) Rapport | Mosquera 13′ Sigali 29′ (sjm.) Pabón 54′, 69′ | Mendoza Domare: Leandro Vuaden (Brasilien) | Mendoza Domare: Leandro Vuaden (Brasilien) |
|                 |                 |                                    |                 |                                               |                                            |                                            |

|                 | 22 mars 2012    | Atlético Nacional       | 2 – 2           | Godoy Cruz                | Estadio Atanasio Girardot                |                                          |
| 20:00 UTC−05:00 | 20:00 UTC−05:00 | Mosquera 2′, 61′ (str.) | (1 – 2) Rapport | Curbelo 23′ Castillón 34′ | Medellín Domare: Heber Lopes (Brasilien) | Medellín Domare: Heber Lopes (Brasilien) |
|                 |                 |                         |                 |                           |                                          |                                          |

|                 | 27 mars 2012    | Universidad de Chile | 2 – 1           | Peñarol    | Estadio Nacional Julio Martínez Prádanos    |                                             |
| 21:30 UTC−03:00 | 21:30 UTC−03:00 | Rodríguez 3′, 93′    | (1 – 0) Rapport | Valdez 52′ | Santiago Domare: Leandro Vuaden (Brasilien) | Santiago Domare: Leandro Vuaden (Brasilien) |
|                 |                 |                      |                 |            |                                             |                                             |

|                 | 4 april 2012    | Godoy Cruz | 0 – 1           | Universidad de Chile | Estadio Malvinas Argentinas                |                                            |
| 19:30 UTC−03:00 | 19:30 UTC−03:00 |            | (0 – 1) Rapport | Henríquez 45+2′      | Mendoza Domare: Carlos Amarilla (Paraguay) | Mendoza Domare: Carlos Amarilla (Paraguay) |
|                 |                 |            |                 |                      |                                            |                                            |

|                 | 10 april 2012   | Atlético Nacional                | 3 – 0           | Peñarol | Estadio Atanasio Girardot                    |                                              |
| 21:00 UTC−05:00 | 21:00 UTC−05:00 | Murillo 7′ Pabón 44′ Álvarez 59′ | (2 – 0) Rapport |         | Medellín Domare: Joaquín Artequera (Bolivia) | Medellín Domare: Joaquín Artequera (Bolivia) |
|                 |                 |                                  |                 |         |                                              |                                              |

|                 | 19 april 2012   | Universidad de Chile          | 2 – 1           | Atlético Nacional | Estadio Nacional Julio Martínez Prádanos   |                                            |
| 22:00 UTC−03:00 | 22:00 UTC−03:00 | M. Rodríguez 10′ González 68′ | (1 – 0) Rapport | Pabón 62′         | Santiago Domare: Víctor Hugo Rivera (Peru) | Santiago Domare: Víctor Hugo Rivera (Peru) |
|                 |                 |                               |                 |                   |                                            |                                            |

|                 | 19 april 2012   | Peñarol                              | 4 – 2           | Godoy Cruz                | Estadio Centenario                                     |                                                        |
| 22:00 UTC−03:00 | 22:00 UTC−03:00 | Zambrana 37′, 73′ Mora 50′ Pérez 61′ | (1 – 2) Rapport | Sánchez 12′ Sevillano 19′ | Montevideo Domare: Ricardo Marques Ribeiro (Brasilien) | Montevideo Domare: Ricardo Marques Ribeiro (Brasilien) |
|                 |                 |                                      |                 |                           |                                                        |                                                        |